# Ricardo Ortiz Rivera
Ricardo Ortiz Rivera (Córdoba, Veracruz, México, 7 de febrero de 1995) es un atleta mexicano especializado en marcha atlética. Integró la delegación mexicana en los Juegos Olímpicos de París 2024.

## Trayectoria
El atleta buscó apoyo en su estado natal, Veracruz, y al no conseguirlo emigró al de Guanajuato, sitio donde encontró respaldo del instituto del deporte de ese estado para iniciarse como atleta de alto rendimiento.
Ortiz intentó participar en los Juegos Olímpicos de Río 2016, pero no consiguió superar la clasificación juvenil y para Tokio 2020 estuvo a 36 segundos de lograr la clasificación. Obtuvo su lugar en la delegación mexicana a París en el Gran Premio Cantonés de La Coruña el 18 de mayo de 2024, prueba en la que tuvo el lugar 9 con tiempo de 1:18:31. Participó en la prueba de 20 kilómetros de marcha, competencia en la que finalizó en sitio 14 con tiempo de 1:20:27.